# Almolonga (wulkan)
Almolonga (hiszp. Volcán Almolonga), Cerro Quemado – stratowulkan w południowej Gwatemali, w łańcuchu wulkanicznym ciągnącym się wzdłuż południowego wybrzeża Gwatemali. Wznosi się na wysokość 3197 m n.p.m.. Stożek wulkanu leży w departamencie Quetzaltenango. Bezpośrednio u stóp wulkanu leży kilkunastotysięczna miejscowość Almolonga, a w odległości 5 km duże miasto Quetzaltenango.
Nie ma obecnie żadnych sygnałów aktywności wulkanu a ostatnia erupcja wulkanu miała miejsce w 1818 roku. Po tej erupcji pozostało długie na 2,5 km pole lawy. Wulkan leży na uskoku Zunil leżącym na połączeniu płyty karaibskiej z płytą południowoamerykańską.